# Slobodna reč (1944-2012)
Slobodna reč bio je nedeljnik koji je sa prekidima izlazio u Vranju od 1944. do 2012. godine.
Prvi broj nedeljnika objavljen je 2. decembra 1944. godine, tri meseca nakon oslobođenja Vranja u Drugom svetskom ratu.
List je štampan u štampariji „Nova Jugoslavija“ u Vranju.
Nedeljnik je beležio privredne, društvene, kulturne, prosvetne, zdravstvene i komunalne probleme u gradu i okolini, a takođe je beležio sudsku hroniku, sport, ali i objavljivao dopise čitalaca. Pored Vranja, bio je čitan u Trgovištu, Surdulici, Vladičinom Hanu, Bujanovcu i Bosilegradu.
Od svog osnivanja, pa do potpunog gašenja 2012. izašlo je oko 2751 broj nedeljnika.

## Zlatno doba
Prvobitno nedeljnik je izlazio sve do 1950. godine u izdanju Okružnog odbora narodno-oslobodilačkog fronta u Vranju. List je izlazio dva puta mesečno, subotom.
List je ponovo pokrenut avgusta 1955. godine u izdanju Sreskog odbora Socijalističkog saveza radnog naroda Sreza Vranjskog. Od tada list je neprekidno izlazio svakog petka sve do 2008. godine.
Od 31. decembra 1969. godine list je izlazio pod imenom Vranjske novine.
Taj period se smatra zlatnim dobom novinarstva u Vranju. Koliko je nedeljnik Slobodna reč bio vezan za društveno politička dešavanja toga vremena govori činjenica da je posle 17. sednice CK SKJ oktobra 1988. godine, gde je na nestatutarnom glasanju o poverenju članovima Predsedništva jedino članu predsedništva Dušanu Čkrebiću nije izglasano poverenje, uklonjen uspešni direktor i glavni i odgovorni urednik Miodrag Kuzmanović. Kuzmanović je podneo ostavku zbog polemike sa nezadovoljnim intelektualcima iz Vranja zbog prenesenog teksta pod nazivom „Novi stil, novi ljudi“, u kome se glorifikuju članovi CK SKJ koji su glasali protiv Dušana Čkrebića. To su najčešće bili članovi iz zapadnih republika Jugoslavije, i oni koji su se protivili politici koja je vođena od strane rukovodstva CK SK Srbije na čelu sa Slobodanom Miloševićem.
Nedeljnik Slobodna reč bio je neraskidivo povezana sa rastućom privredom Vranja. Tada industrijski giganti na jugoslovenskom nivou oglašavali su se u jedinom listu južne Srbije.

## Promene
Na mesto direktora i glavnog i odgovornog urednika 1988. godine izabran je Gradimir Jovanović. Tada počinje period sunovrata nedeljnika do njegovog konačnog gašenja. Sam list postaje neraskidivo povezan sa vladajućom Socijalističkom partijom Srbije, njenim funkcionerima, kao i velikim privrednim subjektima poput HK Simpo, gde je po procenama, završavala polovina tiraža lista.
Od 2. jula 1990. godine list ponovo izlazi pod nazivom Slobodna reč.
Dana 27. decembra 1991. godine opština Vranje osniva Novinsko javno preduzeće „Slobodna reč“, koje nastavlja da izdaje nedeljnik. Gradimir Jovanović ostaje na mestu direktora i glavnog i odgovornog urednika.
Veliki udar za list bilo je prvo pojavljivanje konkurencije. 8. decembra 1994. godine počinju da izlaze Vranjske, nedeljni društveno-politički list u privatnom vlasništvu.
Period rada nedeljnika Slobodna reč sa Jovanovićem na mestu direktora i glavnog urednika, može se označiti kao vreme besomučne propagande tada vladajuće partije. Sam Jovanović pisao je uredničku kolumnu koji je potpisivao inicijalima G. J. Kolumnama je je davao karakteristične naslove koji su oslikavali uredničku politiku koju je vodio - „Svinjarije gospodina Mihailovića“, „Debil(t)anti“, „Zapuši nos, ide DOS“ i sl.
Izdanje nedeljnika, štampano samog 5. oktobra 2000. godine, pojavilo se na kioscima u petak 6. oktobra, na naslovnoj strani imalo je naslov „Levica izbrisala DOS“, aludirajući na pobedu koalicije SPS-JUL i predsedničkog kandidata Slobodna Miloševića.
Iako je na nivou opštine Vranje vlast ostala u rukama Socijalističke partije Srbije, Gradimir Jovanović smenjen je sa mesta direktora i glavnog i odgovornog urednika Slobodne reči.

## Propast
U okviru obavezne privatizacije lokalnih medija 70% kapitala ovog lista u skromnom iznosu od 2.037,49 EUR, na aukcijskoj privatizaciji 16. februara 2007. godine, kupilo sedamnaest zaposlenih u listu. Preostalih 30% akcija podeljeno je zaposlenima, bivšim zaposlenima i penzionerima koji su radili u ovom javnom novinsmom preduzeću.
Drugi nadmetač u procesu aukcijske privatizacije bila je HK „Simpo“, koja je odustala od kupovine na samom početku aukcije. Simpo se je pojavio na aukciji kao „garant zaštite interesa određenih društvenih grupa“. Siniša Mitić, tadašnji direktor sektora za informisanje HK „Simpo“ Vranje, u visoki funkcioner gradskog odbora Socijalističke partije Srbije potvrdio je za medije da je ova kompanija učestvovala smo na aukciji samo iz straha da se možda niko ne bi javio, i da je bila spremna da u tom slučaju preuzmeme list i omogućimo mu da i dalje radi.
U trenutku privatizacije imovinu lista činilo je: tri zastarela kompjutera, jedan automobil marke Zastava 101, telefonska centrala, kasa i jedna umetnička slika.
Posle lokalnih i parlamentarnih izbora 2008. godine, interesovanja sponzora za oglašavanje u listu opada, pa iz ekonomskih razloga 12. decembra 2008. godine novine prestaju da izlaze.
Akcionarsko društvo „Slobodna reč“ je otišlo u stečaj i izbrisano je iz registra 22. marta 2012. godine. Od 1944. do 2008. godine izašlo je oko 2.660 brojeva nedeljnika.

## Nova Slobodna reč
Od 24. septembra 2010. godine izlazio nedeljnik pod imenom Nova Slobodna reč. List je izlazio svakog petka.
Izdavač ovog nedeljnika prvobitno je bilo preduzeće Nova Slobodna reč DOO Novi Sad, koje je kasnije promenilo ime u Info Local Media Group DOO Novi Sad. Preduzeće je bilo u vlasništvu novosadskog biznismena Srđana Vučurevića.
Iza celog projekta stajao je Siniša Mitić, tadašnji direktor sektora za informisanje HK „Simpo“ Vranje, u visoki funkcioner gradskog odbora Socijalističke partije Srbije. Naime on je okupio nekolicinu novinara nekadašnje redakcije nedeljnika, koja je pokrenula potpuno novi list. Sponzorisan od strane Simpa, list je važio za lokalni „stranački bilten".
Poslednji 91. broj lista izašao je 13. jula 2012. godine, neposredno posle lokalnih i parlamentarnih izbora. Čitaoci su obavešteni da sedmočlana redakcija lista odlazi na kolektivni godišnji odmor i da je sudbina lista neizvesna.
Iz ekonomskih razloga list je zvanično ugašen 1. decembra 2012. godine. Local Media Group DOO Novi Sad je u procesu likvidacije.

## Urednici
Nepotpun spisak urednika nedeljnika Slobodna reč, Vranjske novine i Nova Slobodna reč:
- Petar Trajković (1945-1946)
- Dobrivoje Dikić (1946-1948)
- Radivoje Stojković (1946-1948)
- Miljan Parušić (1948)
- Radoje Kočić (1948-1955)
- Vojislav Stanković (1955)
- Tihomir Stefanović (1955-1958)
- Asen Lazarov (1958)
- Staniša Tošić (1958-1962)
- Bora Cvetković (1962-?)

(...)
- Miodrag Kuzmanović (?-1988)
- Gradimir Jovanović (1988-2000)

(...)
- Saša Stojiljković (2010-2012)

## Zanimljivosti
- Nedeljnik je dobitnik Ordena zasluga za narod sa srebrnim zracima. Slika ordena krasila je naslovnu stranu lista sve do 1991. godine.
- Prvobitno štampan u dve boje (crna i crvena), nedeljnik je više od 7 puta menjao logotip i zaglavlje. Poslednji brojevi lista bili su štampani sa naslovnom stranom u boji.
- Najveći tiraž zabeležilo je vanredno izdanje lista iz maja 1980. godine neposredno posle smrti predsednika Josipa Broza Tita.
- Izdanje nedeljnika od petka 6. oktobar 2000. godine na naslovnoj strani imalo je naslov „Levica izbrisala DOS“, aludirajući na lažiranu pobedu koalicije SPS-JUL i predsedničkog kandidata Slobodna Miloševića.

## Naslovne strane i logotipi
- Naslovnica trećeg broja iz decembra 1944. (Godina I, broj 3.)
- Prva verzija logotipa nedeljnika Slobodne reči
- Naslovnica iz janara 1946. (godina III, broj 60.)
- Druga verzija logotipa nedeljnika Slobodne reči
- Naslovna strana iz 1956. godine (IX godina, broj 1.)
- Treća verzija logotipa nedeljnika Slobodne reči
- Četvrta verzija logotipa nedeljnika Slobodne reči
- Nedeljnik Vranjske novine (godina XXXIX, broj 1401.)

## Spoljašnje veze
- Digitalizovana izdanja Slobodne reči (1944-1959) Архивирано на веб-сајту  (24. март 2020) u izdanju Istorijskog arhiva „31. januar”